# Lyttolydulus
Lyttolydulus is een geslacht van kevers uit de familie oliekevers (Meloidae).
Het geslacht is voor het eerst wetenschappelijk beschreven in 1913 door Reitter.

## Soorten
Het geslacht omvat de volgende soorten:
- Lyttolydulus cinereovestitus (Fairmaire, 1876)
- Lyttolydulus deserticola Kaszab, 1952
- Lyttolydulus giganteus Kaszab, 1952
- Lyttolydulus mozabita (Chobaut, 1897)
- Lyttolydulus nigronotatus (Pic, 1907)
- Lyttolydulus nubeculosus Kaszab, 1952
- Lyttolydulus rufulus (Fairmaire, 1863)
- Lyttolydulus simplicicornis (Pic, 1899)
- Lyttolydulus susicus (Escalera, 1914)
- Lyttolydulus thiebaulti (Fairmaire, 1876)